# OPTOS
OPTOS est un picosatellite espagnol dont la conception, le développement et l'exploitation sont effectués par l'Institut national de technique aérospatiale (INTA).
OPTOS est un CubeSat 3U de 10 x 10 x 34,5 cm pour 3,5 kg.
L'objectif principal d'OPTOS est d'être un démonstrateur technologique, pour démontrer, fondamentalement, qu'un picosatellite de ces dimensions est capable de présenter des capacités et des caractéristiques au même niveau que les plus gros satellites, en conservant les avantages du temps et du budget de développement que les petits satellites exigent. En ce sens, OPTOS présente et développe des techniques de pointe dans le domaine de la miniaturisation, dont, entre autres, un nouveau contrôle d'attitude miniaturisé, un ordinateur à architecture distribuée et un système de communication interne basé sur la technologie sans fil.

## Historique
OPTOS a été lancé avec succès le 21 novembre 2013 par une fusée Dnepr.
Une fois le succès d'OPTOS prouvé, il est prévu de maintenir une ligne stable de satellites aux mêmes caractéristiques, afin de faciliter l'accès à l'Espace pour les entreprises et les universités, sur la base d'un temps de développement court et à faible coût, en plus tout en offrant une grande fiabilité.
La durée de vie utile estimée du satellite est de 1 an, bien qu'elle ait été largement dépassée depuis.

## Orbite
Le satellite est placé sur une orbite héliosynchrone, plus appropriée pour prendre des photos (il convient de noter que l'une des charges utiles est une caméra panchromatique).

## Plateforme
OPTOS est un picosatellite basé sur la norme CubeSat 3U avec des dimensions de 34,5 x 10 x 10 cm pour approximativement 3,5 kg.
Les quatre faces longues du satellite sont chacune recouvertes d'un panneau solaire composé de six cellules à triple jonction de GaAs. Dans les meilleures conditions, ces panneaux offrent un maximum de 7,2 W de puissance. De plus, le satellite dispose d'un ensemble de panneaux pliables le long de l'axe Z, similaires aux précédents, qui doublent la capacité de production d'électricité.
Le contrôle d'attitude du satellite est basé, pour la détermination de l'attitude, sur un ensemble de capteurs formé par un magnétomètre, deux capteurs solaires et un capteur de présence solaire, tandis que l'attitude objective est atteinte au moyen d'un ensemble d'actionneurs formés par une roue de réaction orientée avec l'axe long du satellite (Z) et trois magnéto-coupleurs (sur trois axes perpendiculaires). La précision obtenue est de 5° par axe dans la détermination et de 15° par axe dans le contrôle.
Le contrôle d' attitude du satellite est effectué en tenant compte de trois exigences :
- Dans des conditions nominales, le satellite sera orienté de manière que la surface des panneaux solaires éclairés soit la plus grande possible, afin d'optimiser la production d'électricité.
- Dans des conditions d'observation, le satellite sera orienté de sorte que des photographies de la zone cible (nominalement, l'Espagne) puissent être prises avec la caméra panchromatique APIS (l'une des charges utiles) située sur la face supérieure du satellite.
- Dans des conditions nominales, la lumière du soleil ne pourra pas toucher directement l'objectif de la caméra panchromatique, en raison de la haute sensibilité de son électronique.

Le traitement interne des données est basé sur un ordinateur à architecture distribuée, composé d'une unité centrale (EPH) basée sur un FPGA et de plusieurs unités distribuées (une pour chacune des cartes faisant partie de l'électronique du système) basées sur des CPLD. Les données sont réparties entre toutes les unités au moyen d'un bus de données CAN.
Les communications internes sont basées sur un nouveau système, développé par l'INTA, pour la communication sans fil entre les cartes. Les signaux sont envoyés via un chemin optique, émis par un émetteur infrarouge sur la carte émettrice, et reçus par une photodiode sur la carte réceptrice. La cohérence des communications et de la hiérarchie des signaux est assurée par un protocole de bus CAN réduit.
Les communications avec la station au sol sont effectuées au moyen d'un émetteur-récepteur half-duplex qui émet avec une puissance de 0,5 W (27 dBm) et est capable de recevoir des signaux allant jusqu'à -115 dBm. OPTOS est équipé d'une antenne composée de 4 monopôles qui émettent et reçoivent sur une fréquence de 402 MHz (bande UHF), permettant un débit binaire maximum de 4 kbps vers le haut et 5 kbps vers le bas.

## Charge utile
OPTOS embarque quatre instruments.
- APIS - Athermalized Panchromatic Imaging System : Une caméra panchromatique à résolution 270 m située sur la face supérieure du satellite, basée sur la technologie CMOS, dont les objectifs sont l'acquisition d'images en vol, la qualification des matériaux optiques et l'analyse de la dégradation des cristaux de la caméra.

- ODM - OPTOS Dose Monitoring : Un dosimètre situé stratégiquement dans deux zones du satellite, l'une dans sa partie centrale et l'autre à côté de la caméra. L'objectif de cette charge utile est de développer un dosimètre avec des composants RadFET commerciaux (Radiation sensing field-effect transistor), puis de corréler les données avec celles obtenues en simulant avec le logiciel Geant4.

- FIBOS - Fiber Bragg Gratings for Optical Sensing : Une fibre optique qui mesurera les températures grâce au changement de longueur d'onde réfléchi par une fibre à réseau de Bragg.

- GMR - Giant Magneto-Resistance : Un capteur magnétique basé sur des composants commerciaux standard (COTS), qui mesurera le champ magnétique terrestre.

## Avenir du programme
Une fois que la viabilité de la plate-forme pour effectuer des missions jusque-là toujours assignées à des satellites plus importants est démontrée, grâce à OPTOS, il est prévu de poursuivre la ligne avec de nouveaux satellites (avec une courte période de développement), équipés de nouvelles charges utiles.
De même, le développement d'une plate-forme OPTOS améliorée est prévu (appelée OPTOS 2G : OPTOS de deuxième génération), qui, entre autres améliorations, comprendra les éléments suivants :
- Un système de panneaux solaires pliables double face qui multipliera par trois la surface des cellules solaires disponibles, pouvant produire jusqu'à 18 W.
- Un sous-système de contrôle d'attitude auquel, en plus de ce qui existe déjà, la seule roue de réaction sera remplacée par un ensemble de quatre roues de réaction, en plus d'ajouter un capteur d'étoiles, ces améliorations atteignant la précision de détermination et de contrôle d'attitude de l'ordre des secondes d'arc.
- Une antenne patch en bande S qui, ajouté au transpondeur UHF, permettra une communication en full-duplex, résultant en un débit binaire allant jusqu'à l'ordre du Mbit/s.